# Ypsilonurus mutilatus
Ypsilonurus mutilatus is een hooiwagen uit de familie Gonyleptidae.